# Исета, Микель
Микель Исета (исп. Miquel Iceta i Llorens; род. 17 августа 1960, Барселона) — испанский политический и государственный деятель. Первый секретарь  Социалистической партии Каталонии. Действующий министр культуры Испании с 12 июля 2021 года. В прошлом — министр территориальной политики и государственной службы (2021), депутат Парламента Каталонии (1999—2021), член Конгресса депутатов Испании (1996—1999).

## Биография
Родился 17 августа 1960 года в Барселоне.
Учился в Барселонском автономном университете, но бросил учёбу.
По результатам муниципальных выборов 1987 года избран в городской совет Корнелья-де-Льобрегат.
В 1991—1995 годах директор департамента, затем заместитель директора в офисе председателя правительства.
По результатам парламентских выборов 1996 года избран в Конгресс депутатов Испании.
Публично заявил о своей гомосексуальности в октябре 1999 года во время предвыборной кампании в парламент Каталонии. По итогам выборов стал депутатом парламента Каталонии.
С 13 июля 2014 года — первый секретарь Социалистической партии Каталонии.
27 января 2021 года назначен министром территориальной политики и государственной службы во втором кабинете Санчеса. Сменил Каролину Дариас, назначенную министром здравоохранения. 12 июля 2021 года назначен министром культуры.